# Спенглиш
„Спенглиш“ (на английски: Spanglish) е американска романтична трагикомедия от 2004 г., по сценарий и режисура на Джеймс Брукс. Във филма участват Адам Сандлър, Теа Леони, Пас Вега и Клорис Личман. Премиерата му в САЩ на 17 декември 2004 г. от Columbia Pictures. Филмът печели 55 милиона щатски долара в световен мащаб на базата на производствен бюджет от 80 милиона. Получава смесени отзиви от критиците.